# KIO
KIO（KDE輸入／輸出）是KDE的架構的一部分。使用KIO可以通過標準的URL语法，進行存取檔案、網站和其他資源。應用程式如Konqueror使用這個框架可以對遠程伺服器上的存儲文件和本地的存儲使用絕對相同的方式運作。這使得一個文件瀏覽器如Konqueror能擁有高度通用的和強大的文件管理器，以及網絡瀏覽器的能力。
個別的協定的支持由KIO slaves程序提供（如HTTP、FTP、SMB、SSH、FISH、SVN、TAR）。
KInfoCenter的協定分頁提供電腦上當前可用的協定列表。

## 外部連結
- KIO API documentation（页面存档备份，存于）